# Meiosimyza nigripalpis
Meiosimyza nigripalpis är en tvåvingeart som först beskrevs av Leander Czerny 1932.  Meiosimyza nigripalpis ingår i släktet Meiosimyza och familjen lövflugor. Inga underarter finns listade i Catalogue of Life.